# ال برنارد
ال برنارد (انگلیسی: Al Bernard؛ ۲۳ نوامبر ۱۸۸۸ – ۶ مارس ۱۹۴۹) یکی از موسیقی دانان اهل ایالات متحده آمریکا بوده است.